# 若田英
若田 英（わかた たけし、1971年8月30日-  ）は、日本の警察官僚。警視庁公安部長。

## 来歴
東京都出身。早稲田大学法学部を卒業後、1994年 (平成6年)、警察庁に入庁。
入庁後、岐阜県警察本部警備部警備第一課長、警視庁公安部公安総務課長、防衛省情報本部電波部長、警察庁警備局警備企画課長、警察庁長官官房総務課長、警視庁総務部長などを歴任。
警察庁警備局警備企画課長在任中、2021年の東京オリンピックの聖火リレーの警備を担当した。
2023年7月7日、福島県警察本部長に就任。約1年1か月の在任中、石川町の官製談合事件の捜査指揮を行ったほか、通信指令課の新設などに取り組んだ。
2024年8月5日、警察庁長官官房審議官(犯罪被害者等施策・調整担当)に就任。
2025年7月4日、警視庁公安部長に就任。

## 略歴
- 1994年4月-   警察庁入庁[1][9]
- 1997年8月-   岐阜県警察本部警備部警備第一課長[17]
- 1999年3月-   神奈川県警察本部生活安全部銃器対策課長[18]
- 2000年7月-   警察庁警備局警備企画課付(内閣官房内閣情報調査室)[19]
- 2012年10月- 警視庁公安部公安総務課長 [20]
- 2014年
  - 8月-    警察庁長官官房付[21]
  - 9月-    防衛省防衛政策局調査課情報運用企画室長[22]
- 2016年8月-    防衛省情報本部電波部長兼内閣官房内閣参事官(内閣情報調査室)[22]
- 2019年9月-    警察庁警備局公安課長[23][24]
- 2020年8月-    警察庁警備局警備企画課長[25][26]
- 2021年9月-    警察庁長官官房総務課長[27][28] (2022年8月5日付で任警視監[29])
- 2022年8月-    警視庁総務部長[30][31]
- 2023年7月-    福島県警察本部長[10][11][12]
- 2024年8月-    警察庁長官官房審議官(犯罪被害者等施策・調整担当)[15][16]
- 2025年7月-    警視庁公安部長[2][3][4]